# Exomalopsis fulvihirta
Exomalopsis fulvihirta är en biart som beskrevs av Timberlake 1980. Exomalopsis fulvihirta ingår i släktet Exomalopsis och familjen långtungebin. Inga underarter finns listade i Catalogue of Life.